# Britansko otočje
Britansko otočje je največje evropsko. Otočje sestavljajo:
- Velika Britanija (otok)
  - (posamezni) otoki tik ob obali glavnega otoka: Isle of Anglesey, Isle of Wight,...
  - Hebridi
    - Notranji Hebridi
    - Zunanji Hebridi

  - Severni otoki
    - Orkneyjski otoki
    - Shetlandski otoki

  - Otočje Scilly
- Irska
  - Aranski otoki

- Otok Man
- Kanalski otoki (političnozgodovinsko; fizičnogeografsko so bližji francoski/normandijski celinski obali)

Politično si ozemlje delita državi Združeno kraljestvo Velike Britanije in Severne Irske ter republika Irska.
Položaj na zahodnem robu evropskega kontinenta je postal posebno ugoden po velikih geografskih odkritjih, saj je Atlantik omogočal povezavo med otočjem in Severno Ameriko. Otočje je nekdanji del evropske celine, ki ga je po koncu zadnje ledene dobe ločilo od Evrope naraščanje morske gladine (morska transgresija).
Veliko Britanijo in Evropo povezuje predor pod Rokavskim prelivom. Morje je pomembno zaradi črpanja nafte in zemeljskega plina.